# Maniac Mansion (serie televisiva)
Maniac Mansion è una sitcom creata da George Lucas e trasmessa contemporaneamente su YTV in Canada e The Family Channel negli Stati Uniti dal 14 settembre 1990 al 4 aprile 1993.
La serie è vagamente basata sull'omonimo videogioco del 1987 della Lucasfilm Games. Sebbene la Lucasfilm sia stata coproduttrice della serie, lo show tematicamente ha poco in comune con il materiale originale.

## Episodi
| Stagione         | Episodi | Prima TV originale | Prima TV Italia |
| ---------------- | ------- | ------------------ | --------------- |
| Prima stagione   | 22      | 1990-1991          | Inedita         |
| Seconda stagione | 22      | 1991-1992          | Inedita         |
| Terza stagione   | 22      | 1992-1993          | Inedita         |

## Produzione
In uno speciale stampato nel numero dell'estate 1990 della rivista The Lucasfilm Fan Club, l'idea iniziale di una serie televisiva a episodi basata su Maniac Mansion è attribuita agli animatori della Lucasfilm Cliff Ruby ed Elana Lasser, che hanno presentato l'idea a George Lucas. Convinta del potenziale del progetto, la Lucasfilm contattò la società di produzione Atlantis Films con sede a Toronto per iniziare a lavorare sulla serie.
Girata interamente a Toronto, Maniac Mansion è stata presentata in anteprima il 14 settembre 1990 su The Family Channel negli Stati Uniti e il 17 settembre su YTV in Canada. La serie è durata tre stagioni per un totale di sessantasei episodi prima della sua cancellazione nel 1993. La serie continuò ad essere trasmessa in syndication su The Family Channel fino al 1994, su YTV fino al 1997 e successivamente sul canale canadese Showcase fino al 2002.